# Heinrich Hartung IV.
Heinrich Hartung IV., auch Clemens Heinrich Hartung (* 25. Juni 1888 in Düsseldorf; † 28. März 1966 in Koblenz) war ein deutscher Landschaftsmaler. Er ist der älteste Sohn einer sehr lange in Koblenz ansässigen Malerfamilie und -dynastie. Er trug in IV. Malergeneration den Namen Heinrich Hartung. Heinrich Hartung IV. gilt als feinsinniger Interpret rheinischer Landschaften und rheinischen Lebens.

## Leben und Werk
Nach dem Realschulbesuch erhielt Hartung seine erste künstlerische Ausbildung bei dem Maler Franz Molitor. Es war nahezu selbstverständlich, dass der nach seinem Vater und Großvater benannte vierte Heinrich Hartung die Karriere als Maler einschlug. An die erste Ausbildung bei Molitor anschließend absolvierte er von 1909 bis 1915 ein Studium an der Kunstakademie Düsseldorf. Dort waren Eduard von Gebhardt, Willy Spatz und Franz Kiederich seine Lehrer. Sein Schaffen wurde durch den Ersten Weltkrieg unterbrochen.
1919 ließ er sich dann für sein weiteres Leben in Koblenz nieder. Er entsagte in der Malerei, ähnlich wie sein Vater Heinrich Hartung III. lange Zeit jeglicher modernistischen Strömung. Später aber hielt er diese künstlerische Einstellung nicht mehr strikt durch. Von aktuellen Tendenzen der Kunst beeinflusst „entwickelte er einen breiten, pastösen Stil, dem er zeitlebens verpflichtet blieb.“ Aus seinen Werken spricht eine Liebe zur Einfachheit und Harmonie des Objekts. Hartungs Bilder seiner konservativen Phase zeichnen sich durch eine lichte, oft etwas kühle Farbigkeit aus, in der romantische wie realistische Tendenzen gleichzeitig zum Zug kommen.